# Bronisław Pruski
Bronisław Pruski (ur. 17 sierpnia 1843, zm. 5 marca 1910 w Płomianach) – ziemianin polski, działacz Centralnego Towarzystwa Rolniczego.
Uczęszczał do szkół we Włocławku; po zakończeniu edukacji osiadł w rodzinnych dobrach Płomiany w powiecie lipnowskim. W pełni zaangażowany w rozwój majątku, dzięki pracy i oszczędności, a także dzięki licznym inwestycjom w rolę i hodowlę inwentarza, uczynił z Płomian wzorcowe gospodarstwo. Szczególnie słynął jako hodowca owiec, doprowadzając drogą doboru samostadnego do stworzenia specjalnej odmiany owiec, tzw. owiec płomiańskich, zbliżonych do francuskich owiec prekos (o wełnie czesankowej). W Płomianach zaopatrywali się w reproduktory hodowcy z całej guberni płockiej i innych terenów Królestwa Polskiego.
Pruski znany był także z troski o służbę dworską i robotników, dla których dbał o mieszkania. Od początku istnienia Centralnego Towarzystwa Rolniczego działał w tej organizacji, był członkiem Rady Okręgowego Towarzystwa Rolniczego Ziemi Dobrzyńskiej (z siedzibą w Lipnie), a od listopada 1907 przewodniczył Sekcji Chowu Owiec Centralnego Towarzystwa Rolniczego.
Zmarł w Płomianach 5 marca 1910.